# Wisłoczek
Wisłoczek ist eine Ortschaft mit einem Schulzenamt der Gemeinde Rymanów im Powiat Krośnieński der Woiwodschaft Karpatenvorland in Polen.

## Geographie
Der Ort liegt am gleichnamigen Bach, einem linken Zufluss des Wisłoks, in den Niederen Beskiden, im sogenannten Lemkenland. Die Nachbarorte sind Królik Polski im Westen, die Stadt Rymanów-Zdrój im Norden, sowie Tarnawka und Zawoje im Osten.

## Geschichte
Der Ort wurde zunächst im Jahr 1381, 1391 oder 1401 von Iwan aus Goraje und Klecie nach deutschem Recht unter dem Namen Międzyrzecze (etwa der Ort zwischen den Flüssen, d. h. Tabor im Westen und Wisłok im Osten) gegründet. Der heutige Name, eine Verniedlichung von Wisłok, erschien im Jahr 1470 als Vysloczek. 1512 wurde er aus dem deutschen in Walachisches Recht übertragen und ein Feld wurde einem orthodoxen Priester verliehen. 1518 wurden die Dorfbewohner Sienko, Ivasko, Iaczko, Stanko, Hricz und Clim Rusini erwähnt.
Das Dorf gehörte zunächst zum Königreich Polen (ab 1569 in der Adelsrepublik Polen-Litauen), Woiwodschaft Ruthenien, Sanoker Land. Bei der Ersten Teilung Polens kam Wisłoczek 1772 zum neuen Königreich Galizien und Lodomerien des habsburgischen Kaiserreichs (ab 1804). 1880 gab es außer 813 griechisch-katholischen Lemken auch 9 Juden und 2 Römisch-Katholiken. Die ukrainischen Organisationen „Proswita“ und „Werchowyna“ waren dort tätig.
Nach dem Ende des Ersten Weltkriegs und dem Zusammenbruch der k.u.k. Monarchie, kam Wisłoczek 1918 zu Polen. Unterbrochen wurde dies nur durch die Besetzung Polens durch die Wehrmacht im Zweiten Weltkrieg.
1946 siedelten sich die Bewohner des Dorfs in die sowjetische Ukraine um. Im Juni 1969 siedelten sich dort die ersten protestantischen Familien aus dem Teschener Schlesien, besonders aus der polnischen Minderheit im Olsagebiet in der Tschechoslowakei, wo die Situation für sie schlimmer war, an. Die Siedler, mehrheitlich ohne bäuerliche Erfahrungen, wurden religiös motiviert und suchten nach einer größeren Freiheit für ihre Pfingstkirche vor den kommunistischen Behörden. Insgesamt kamen 16 Teschener-schlesische Familien. Die Bewohner konsumieren kein Alkohol und kein Nikotin und erfreuen sich eines guten Rufes. 1994 wurde ein Bethaus im Dorf errichtet.
Die örtliche Pfingstgemeinde führt die Tradition der 1910 im Teschener Schlesien gegründeten Organisation Związek Stanowczych Chrześcijan fort, die sich aus der lutherischen Kirche ausgegliederte, und ist heute eine von nur 7 Gemeinden dieser Kirche (Ewangeliczna Wspólnota Zielonoświątkowa) in Polen. Andere Gemeinden befinden sich in den nicht weit liegenden Dörfern Puławy, Wola Piotrowa, ähnlich von Pfingstlern besiedelt, sowie in den Städten Sanok und Gorlice. Außer Pfingstlern gibt es in Wisłoczek auch Anhänger der William-Branham-Bewegung.
Von 1975 bis 1998 gehörte Wisłoczek zur Woiwodschaft Krosno.